# Dayah Baro (Peusangan Siblah Krueng)
Dayah Baro is een bestuurslaag in het regentschap Bireuen van de provincie Atjeh, Indonesië. Dayah Baro telt 432 inwoners (volkstelling 2010).